# Manuel Fernández-Avello
Manuel Fernández-Avello (n. 1924, Fuso de la Reina - 24 de abril de 2002, Oviedo) fue un periodista asturiano, cronista de la ciudad de Oviedo y Medalla de Plata de la ciudad. Miembro del Real Instituto de Estudios Asturianos. Hijo de Manuel Fernández Fernández, redactor jefe de La Nueva España.
Estudió Filosofía y Letras, licenciándose en la Universidad de Oviedo. Fue profesor del Colegio Auseva de los Hermanos Maristas. Dentro de su carrera como periodista ocupó los puestos de redactor en el diario Región de Oviedo, y en las radios Radio Oviedo y Radio Asturias y fue colaborador de La Nueva España. Firmó muchos de sus artículos con el nombre con el que popularmente se le conocía, Manolo Avello. 
Dentro de su obra destacan sus trabajos sobre pintores y escritores como Leopoldo Alas Clarín, Pérez de Ayala o Juan Ochoa. Apoyo el proyecto de creación de la Hemeroteca Provincial de Asturias, actualmente vinculada al Real Instituto de Estudios Asturianos (RIDEA).
En 1979, el alcalde de Oviedo Luis Riera Posada tuvo a bien nombrarlo cronista oficial de la ciudad, cargo que ostentó hasta su fallecimiento. En 1989 recibió la Medalla de Plata de la ciudad.
Como reconocimiento a su labor y a su carrera, el 3 de enero de 1989, el Ayuntamiento de Oviedo acordó otorgar el nombre de Manuel Fernández-Avello a la calle que nace en la avenida del Mar y sigue por la Loma de Pando. El 13 de marzo de 2003 se inauguró en el Campo de San Francisco un busto en su memoria esculpido por Vicente Menéndez Santarúa, donde se representan en su base diversos monumentos ovetenses: la Cruz de los Ángeles, San Julián de los Prados, la Foncalada, etc.

## Obra
- Ramón Pérez de Ayala y el periodismo.[3]
- Recuerdos asturianos de Ramón Pérez de Ayala.
- Vida y obra literaria de Juan Ochoa Betancour.
- Santa María de Naranco.
- Seis palabras a los asturianos.
- Notas a la Poesía de Víctor Botas.
- Mitología asturiana.
- Oviedo.
- En busca del Oviedo perdido.
- Eugenio Tamayo, pintor y dibujante.

| Predecesor: Juan Uría Ríu | Cronista Oficial de Oviedo 1979 - 2002 | Sucesor: Carmen Ruiz Tilve |